# KamaGames
KamaGames ist ein Betreiber von Online-Casinos und Anbieter von virtuellem Glücksspiel. Es ist der größte Social-Mobile-Poker-Betreiber Europas mit über 630.000 täglich aktiven Spielern.
KamaGames hat ein Portfolio aus Free-to-play-Casino-Titeln aufgebaut. Das Spiele-Flaggschiff des Unternehmens ist Pokerist Texas Poker.
Weitere Titel von KamaGames sind Slots, Blackjackist, Set Poker, Omaha Poker, Baccarist und Split Bet Poker, sowie seit Kurzem Craps und Teen Patti.
Die Zentrale von KamaGames befindet sich in Dublin. Weltweit hat das Unternehmen über 250 Angestellte.

## Geschichte
KamaGames wurde 2010 gegründet. Auf der Website des Unternehmens steht, dass sein Ziel darin besteht, hochqualitative, innovative und spannende Social-Casino-Spiele für mobile und andere Plattformen zu schaffen. Das virtuelle Poker-Spiel Pokerist erschien noch im selben Jahr und gilt bis heute als der Flaggschiff-Titel der Firma.
Die aus Russland stammende Firma verlegte ihren Firmensitz 2012 nach Dublin in Irland.
Es folgten eine Reihe von Social-Casino-Titeln, einschließlich Roulettist im Jahr 2013, Blackjackist im Jahr 2016, Baccarist im Jahr 2017 und Slots im Jahr 2018.
Ursprünglich erschienen die Produkte von KamaGames in Europa, doch bald folgte die Expansion in die USA, die ASIAPAC-Staaten, den Mittleren Osten, nach China, in die CIS-Länder und nach Indien.
Neben den Tätigkeiten als Entwickler und Distributor ging KamaGames Partnerschaften in den USA mit Poker Night in America und in Indien mit dem Start von Poker Champions mit Yoozoo Games ein.
Das Publikum von KamaGames reicht von Kunden, die auf Mobilgeräten und in sozialen Netzwerken spielen, bis hin zu denen, die Smart-TVs zum Spielen der Titel einsetzen. Um seine Reichweite zu vergrößern, ist KamaGames Partner der sozialen Netzwerke Vk.com, von Facebook sowie der Messaging-Dienste Viber und Tango.
Ende 2018 konnte das Unternehmen Einnahmen von 76,4 Mio. US-Dollar verzeichnen – im Vergleich zu 2017 eine Steigerung von 33 %. Dies bedeutete für die Firma das dritte Wachstumsjahr in Folge. 2018 wurde zudem der Meilenstein von 120 Mio. Spielern erreicht.

## Produktportfolio
Pokerist Texas Poker
KamaGames veröffentlichten die erste Fassung ihres Flaggschiff-Titels Pokerist Texas Poker für iOS im April 2010, gefolgt von Android im Juni 2010.
Im April 2011 erschien das Spiel auf Facebook, gefolgt von einer Reihe weiterer Plattformen wie Odnoklassniki.ru, Yandex, dem Amazon Store, Windows Phone, Facebooks Instant Games, Smart-TV, Samsung Galaxy Apps sowie Apple TV. Pokerist ist eine Glücksspiel-App, die auf Poker basiert. Pokerists Party-Modi bieten Varianten des Spiels, wie 10 to Ace (in dem den Spielern nur Karten mit hohen Werten gegeben werden), Joker (in dem Joker das Spiel auflockern) und mehr. 2018 wurde KamaGames zum ersten Social Casino-Betreiber, der Multitisch-Turniere (MTTs) anbot, eine Spielmechanik, die es zuvor nur in echten Casinos gab. 2018 führte KamaGames weitere Varianten der Multitisch-Turniere ein – wie MTT Omaha und MTT Party, die thematisch rund um Omaha Poker-Titel und seine Party-Modi platziert waren. Im Frühjahr 2018 veröffentlichte KamaGames Pokerist Texas Hold’em für Facebooks Instant Games auf der HTML5-Plattform. Das bedeutete, dass Spieler Zugriff auf Pokerist hatten, ohne das Spiel herunterladen zu müssen – einfach mittels einer Taste auf ihrer Facebook-Seite oder unter ihren Chats im Facebook Messenger. Die Spiele streamen innerhalb der Messenger- und Facebook-Apps ohne die Notwendigkeit, weitere Apps zu installieren. Vor dem Start auf Facebooks Instant Games veröffentlichte KamaGames Pokerist im August 2017 auf VK.coms Direct Games-Spieleplattform.
Im August 2018 führte KamaGames Updates der MacOS-Builds im Mac App Store durch, wodurch die Spieler von ihrem nativen Client auf die Unity Engine wechseln konnten.
Roulettist, Blackjackist und Baccarist
KamaGames erweiterten ihr Portfolio an Social Casino-Produkten mit der Veröffentlichung von Roulettist für iOS im April 2013. Basierend auf dem klassischen Casino-Spiel Roulette können die Spieler wählen, welche Variante des Spiels sie spielen möchten – vom klassischen Europäischen Roulette über das Französische Roulette bis hin zum riskanteren Amerikanischen Roulette. Der Titel erschien im April 2013 auf Google Play sowie am 31. März 2015 im Amazon Store. Zu den folgenden KamaGames-Titeln zählten Blackjackist, basierend auf Blackjack, im Juni 2016 und Baccarist, basierend auf Baccarat im Februar 2017.
Omaha
2017 erweiterten KamaGames ihr Portfolio im April mit Omaha Poker und Set Poker im Dezember. Der Unterschied zwischen Omaha und Texas Hold’em besteht darin, dass jeder Spieler vier Karten statt zwei erhält und zwei von ihnen dazu nutzen muss, um zusammen mit drei der fünf Gemeinschaftskarten seine bestmögliche Hand zu erstellen.
Set Poker
Im Dezember 2017 führte KamaGames Set Poker ein, das dem Texas Hold’em ähnelt, jedoch weitere Einsätze und das Spielen gegen das Haus ermöglicht. Diese Nebeneinsätze (namens „Lucky 3“ und „Lucky 6“) verfügen beide über eine Reihe von Gewinnkombinationen.
Slots
Der Inspiration durch die Einarmigen Banditen der Casinos folgend erweiterte Slots das Portfolio von KamaGames im März 2018.
Craps
Das auf dem Casino-Würfelspiel basierende Craps, das im August 2018 erschienen ist, ist der erste 3D-Mehrspieler-Titel seiner Art, der im App Store und auf Google Play erschienen ist.
Split Bet Poker
Das im Mai 2018 veröffentlichte Split Bet Poker wird mit drei Spieler- und zwei Gemeinschaftskarten gespielt. Wenn die Karten des Spielers aufgedeckt werden, hat er die Chance, ⅓ seines Einsatzes zurückzuholen. Wenn die erste der Gemeinschaftskarten aufgedeckt wird, gibt es eine weitere Möglichkeit, ⅓ des Einsatzes zurückzunehmen, falls die Chancen auf einen Gewinn nicht gut stehen. Die Spieler können ihre Einsätze beim Spielen einer Hand zurückschrauben – dennoch können die Auszahlungen mit der höchsten Kombination 1000:1 betragen. Zudem haben die Spieler die Möglichkeit, zwei Nebeneinsätze zu platzieren – diese werden ‚Lucky 3‘ und ‚Lucky 6‘ genannt.
Teen Patti
Im November 2018 kündigte KamaGames die Veröffentlichung von Teen Patti an, eines in Indien beliebten Kartenspiels. Bis zu vier Spieler können am Spiel teilnehmen, und jeder von ihnen erhält drei verdeckte Karten. Im Laufe des Spiels wächst der Wert des Potts, und letzten Endes gewinnt derjenige Spieler, der die besten Karten hat oder der im Spiel bleibt, bis seine Hand vollständig ist.

## Trivia
Umstieg auf die Unity-Engine
Im November 2016 gab das Unternehmen sein fortwährendes Engagement für die Nutzung von Unity bekannt, einer Laufzeit- und Entwicklungsumgebung für Computerspiele. Dieses Engagement bedeutete unter anderem die Umsetzung seiner nativen iOS- und Android-Apps auf Unity 5.
Die Unity-Spieleengine ermöglicht KamaGames die Integration einer Reihe neuer Funktionen in sein Spiele-Portfolio – einschließlich wöchentlicher, weltweiter Spielerturniere.
Partnerschaft mit Manchester United
2015 war KamaGames weltweit der offizielle Social Casino-Partner des englischen Fußballteams Manchester United. Mit dieser Lizenz entwickelte KamaGames spezifische Mobile- und Online-Social Casino-Titel samt Branding, Logo, Bildmaterial und Themen des Clubs. Die von KamaGames entwickelten Titel Manchester United Social Poker und Manchester United Social Roulette mit Bildern der Spieler der A-Mannschaft des Clubs erschienen für iOS, Android, Windows, auf Amazon und Facebook.
Carmen Electra
2012 unterzeichnete KamaGames mit Carmen Electra einen einjährigen Werbevertrag für den Titel Pokerist Texas Poker. Schauspielerin, Model und Sängerin Electra erschien in der App, auf Symbolen, Bannern sowie in einer Reihe von Werbematerialien zum Spiel. Der Vertrag wurde im Juli 2014 bis Juli 2016 verlängert.
IOHA-Sponsoring
Im März 2017 begann KamaGames das Sponsoring des Nationalteams der Irish Olympic Handball Association (IOHA). Im Rahmen der zweijährigen Sponsoring-Vereinbarung übernahm KamaGames die Rolle des Hauptsponsors der IOHA. Das Logo und Branding der Firma erschienen folglich auf den Match- und Trainings-Ausrüstungen sämtlicher Teams der Herren, Damen und Junioren.

## Publishing
KamaGames hatte im Juni 2013 ein Publisher-Programm gestartet, um in Partnerschaft mit Mobile-Game-Entwicklern Titel für iOS und Google Play zu veröffentlichen. Das Programm bot Entwicklungsstudios eine Mindestinvestition von 100.000 US-Dollar an, um den Soft-Launch ihres Spiels zu finanzieren. Das Unternehmen betrachtete diesen Betrag als Minimalsumme um eine relevante Nutzerschaft anzuziehen. Dieses Programm wurde im Jahr 2016 stufenweise beendet.
KamaGames hat mit weiteren Publishing-Partnern zusammengearbeitet:
Tango Mobile
Die erste dieser Partnerschaften bestand mit Tango Mobile für die Veröffentlichung von Pokerist Texas Poker und Roulettist 2014. Im Dezember 2016 kündigte KamaGames an, dass 3D Blackjack auf Tango Mobile zu Pokerist Texas Poker und Roulettist hinzukommt.
Viber
Im September 2016 gab KamaGames eine neue Partnerschaft bekannt – mit der führenden Mobile Messaging-Plattform Viber. Durch die Vereinbarung wurde das innovative 3D Blackjack für Vibers 664 Mio. Spieler in 193 Ländern zugänglich.
Spil Games
Im Oktober 2016 gab KamaGames Pläne bekannt, sein Portfolio auf den ‚Spil‘-Portalen zu veröffentlichen. Das Spil-Porfolio erreicht aktuell jeden Monat über 100 Mio. aktive Spieler in ganz Europa.
Poker Night in America
Im April 2017 gab KamaGames die Partnerschaft mit Poker Night in America bekannt, einer Fernsehshow, die vom CBS Sports Network ausgestrahlt wird.
Die Partnerschaft umfasst unter anderem die Entwicklung einer eigenständigen Poker Night in America-App, die von KamaGames entwickelt und veröffentlicht wird. Die App ist als Download im iOS App Store und auf Google Play erhältlich.
Im März 2018 kündigte KamaGames zum Start der nächsten Staffel von Poker Night in America ein umfassendes Update an, durch das die App neue Funktionen und zusätzliche Spiele erhielt.
Yoozoo Games, Poker Champions und der indische Markt
Für die Veröffentlichung von Poker Champions auf dem indischen Markt im Januar 2018 ging KamaGames eine Partnerschaft mit dem asiatischen Entwickler und Publisher Yoozoo Games ein.
Basierend auf dem weltweit erfolgreichen Social Poker-Titel Pokerist wurde Poker Champions angepasst, um das indische Gaming-Publikum anzusprechen.
Neben grafischen Anpassungen wurden auch Spielmechaniken – insbesondere die Party-Modi – für den indischen Markt beschleunigt.
Im Junie 2018 gab KamaGames eine exklusive Partnerschaft mit Unity Ads bekannt, in deren Rahmen das Unternehmen innerhalb seines gesamten App-Portfolios Videowerbung anbieten konnte.

## Auszeichnungen und Nominierungen
Am 8. August 2013 befand sich KamaGames auf Platz 14 des SCi Power 25 Ratings von Social Casino Intelligence. Das SCi Power 25 Rating wird jährlich erstellt, um die führenden Unternehmen des Online-Casino-Marktes hervorzuheben.
Best Mobile App Awards zeichnete Pokerist Texas Poker als eines der besten Spiele 2013 in der Kartenspiel- und Casino-Kategorie ihrem Platinum Award aus.
KamaGames wurde zweimal nacheinander für die Auszeichnung als Best Social Operator für Social Gaming bei den EGR Operator Awards nominiert (2016 & 2017) und gewann die Auszeichnung für Innovation im Social Casino-Bereich der EGR Marketing and Innovation Awards 2018.
Des Weiteren wurde KamaGames während der SoftTech International Awards als Best Mobile Games Developer 2017 ausgezeichnet.
2019 wurde KamaGames während der EGR North America Awards als bester Social Gaming Operator ausgezeichnet.